# Giorgio Balladore Pallieri
Graf Giorgio Balladore Pallieri (* 3. Februar 1905 in Acqui Terme, Piemont; † 9. Dezember 1980 in Gravedona, Lombardei) war ein italienischer Völkerrechtler. 

## Leben
An der Universität Turin promovierte er 1926 zum Doktor der Rechtswissenschaft. Zwei Jahre später hielt er dort Vorlesungen zum internationalen Recht, wechselte aber 1930 als Dozent an die Universität Messina, wo er 1932 zum Professor für internationales Recht ernannt wurde. In den folgenden Jahren übernahm er Lehrstühle für internationales Recht an der Universität Modena (1933), der Universität Genua (1934) und der Katholischen Universität vom Heiligen Herzen (1935) in Mailand. 
Von 1935 bis 1949 dozierte Balladore Pallieri an der Haager Akademie für Völkerrecht, 1955 wurde er zum Professor an der Escuela de funcionario internacionales in Madrid berufen. Einige Zeit später kehrte er an die Katholische Universität vom Heiligen Herzen zurück. 
Er wurde für Italien 1959 in den neu gegründeten Europäischen Gerichtshof für Menschenrechte gewählt. Dort übernahm er 1971 das Amt des Vizepräsidenten und löste 1974 Humphrey Waldock als Präsident ab. Diesen Posten bekleidete er bis zu seinem Tod im Jahre 1980. 
Balladore Pallieri war ab 1948 assoziiertes und ab 1955 ordentliches Mitglied des Institut de Droit international. Darüber hinaus gehörte er dem Rechtsberatungsausschuss im italienischen Außenministerium und dem beratenden Ausschuss der Europäischen Atomgemeinschaft an. Er verfasste zahlreiche Werke zum Staats- und Völkerrecht.